# Klasztor Świętego Stefana (Meteory)
Klasztor Świętego Stefana (gr. Μονή Αγίου Στεφάνου = Moni Ajiu Stefanu) – monastyr wchodzący w skład zespołu klasztorów w greckich Meteorach.
Klasztor św. Stefana Pierwszego Męczennika jest jednym z dwóch żeńskich klasztorów w Meteorach. Skała, na której stoi klasztor, oddzielona jest od masywu głęboką przepaścią, nad którą przerzucono stały most. Dawniej był tutaj most zwodzony, dzięki czemu wejście do tego klasztoru było znacznie łatwiejsze niż do innych. 

## Historia
Pierwszy klasztor założono prawdopodobnie w 1192. Fundatorami i głównymi organizatorami obecnego klasztoru byli: ówczesny archimandryta – syn władcy serbskiego i księżniczki bizantyjskiej – św. Antoni (I połowa XV w.) oraz św. Filoteusz, który w 1545 rozbudował stary katolikon św. Stefana, dodał szereg budynków mieszkalnych (z celami dla mnichów) i gospodarczych. W 1798 wzniesiono katolikon św. Charalambosa. Pierwsza połowa XX w. była dla monastyru okresem upadku. W czasie II wojny światowej został zbombardowany przez hitlerowców. W 1961 przejęły go siostry zakonne, które zadbały o ocalałe dziedzictwo. W 2008 klasztor zamieszkiwało dwadzieścia osiem zakonnic, które zajęły się m.in. rejestracją i konserwacją zdeponowanych tu starych ksiąg z kilku klasztorów oraz prowadzą sklepik z pamiątkami i dewocjonaliami. 
W 1333 klasztor gościł cesarza bizantyjskiego Andronika Paleologa. Wizyta wywarła na nim na tyle głębokie wrażenie, że hojnie obdarował klasztor. Innym darczyńcą był władca Wołoszczyzny Jan Vladislavos, który zapisał klasztorowi grunty w swoim kraju oraz cenne relikwie Jana Chrzciciela i Krzyża Świętego.

## Zabytki
Najstarszym budynkiem zespołu klasztornego jest główna świątynia klasztoru (katolikon) pod wezwaniem św. Stefana Pierwszego Męczennika w południowo-wschodniej części zabudowań. Czworokątny, kryty drewnianym stropem kościółek z XIV lub XV w. (przebudowany w 1545) jest jednonawową bazyliką z narteksem. Wnętrze zdobią malowidła z początku XVI wieku, przedstawiające sceny z życia Chrystusa, Bogurodzicy i wizerunki licznych świętych. Malowidła te bardzo ucierpiały podczas II wojny światowej, kiedy nieznani sprawcy zniszczyli ich twarze, a szczególnie oczy. Dziś są odnowione. Na uwagę zasługują wizerunki Matki Bożej Platythera i Komunia Apostołów w sanktuarium, dwadzieścia cztery sceny z życia Marii Panny w nawie oraz Zaśnięcie Bogurodzicy i postacie świętych, założycieli klasztoru, Antoniego i Filoteusza, w narteksie.
Okazały nowy katkolikon pod wezwaniem św. Charalambosa wzniesiono w stylu zabudowań Świętej Góry Athos w 1798. Jest to krzyżowo-kopułowa świątynia z absydą i dwoma aneksami, przedsionkiem, nawą główną, obejściem, a jej kopuła główna spoczywa na czterech filarach. Charakterystyczną cechą wyróżniającą budowlę spośród innych meteorskich monastyrów są wysokie, wysmukłe kopuły (z wąziutkimi oknami w gładkim tamburze): główna nad nawą i dwie boczne ponad aneksami absydy. Podczas II wojny światowej budowla została zniszczona. W 1972 katolikon odbudowano i pokryto nowymi tynkami. Współczesne malowidła we wnętrzu, dzieło Vlassiosa Tsotsonisa, nawiązują stylem do szkoły kreteńskiej, dominującej w Meteorach. Najcenniejszym elementem wystroju kościoła jest bogato rzeźbiony drewniany ikonostas z 1814, zaliczany do najpiękniejszych w Grecji, który zdobi kunsztowna plątanina motywów roślinnych, zwierzęcych i antropoidalnych. Równie bogato rzeźbiony baldachim nad sanktuarium kryje najcenniejszą relikwię monastyru – czaszkę św. Charalambosa.
Stary refektarz obok kaplicy św. Szczepana przeznaczono na muzeum. Ekspozycja prezentuje cenne manuskrypty-kodeksy, późnobizantyjskie ikony, wyszywane złotem szaty liturgiczne, rzeźby, wyroby ze srebra oraz bogato zdobione meble kościelne z hebanu i kości słoniowej.
Z platformy widokowej przy klasztorze rozciąga się widok na równinę tesalską i góry Pindos.